# Йозеф Фундак
Йозеф Фундак (*25 вересня 1931) — чехословацький політик зі Словаччини українського (русинського) походження, позапартійний член Палати націй Федеральних зборів за часів нормалізації.

## Життєпис
Станом на 1981 рік професійно значиться фрезерувальником. На виборах 1981 року він був депутатом словацької частини Палати Націй (виборчий округ № 132 — Сніна, Східно-Словацька область). Захищав мандат на виборах 1986 (район Сніна). Він залишався у Федеральних зборах до кінця свого терміну, тобто до вільних виборів 1990 року. Його не торкнувся процес кооптації до Федеральних зборів після Оксамитової революції.

### Зовнішні посилання
- (чеськ.) Йозеф Фундак у парламенті